# Distretto di Kəngərli
Il distretto di Kəngərli (in azero: Kəngərli rayon) è un distretto dell'Azerbaigian. Il distretto, che fa parte della Repubblica Autonoma di Naxçıvan, ha come capoluogo la città di Qıvraq.